# Alfred Steux
Alfred Steux (Mouscron, 23 de maio de 1892 – Paris, 9 de agosto de 1934) foi um ciclista profissional belga. Atuou profissionalmente entre 1913 e 1925.
Foi o nono colocado no Tour de France 1919.